# Mère Maury
Pour les articles homonymes, voir Maury.
Marie-Louise Gélibert, épouse Maury, dite la mère Maury, est née le 15 août 1863 à Bourg-de-Péage, et morte le 19 janvier 1941 à Romans-sur-Isère. Elle fut une cuisinière connue pour ses ravioles.
Sans protection particulière, « Mère Maury » est devenue, en 1997, une marque commerciale exploitée par une société de l'industrie agroalimentaire du département de la Drôme.

## Biographie

### Sa jeunesse
Elle est la fille de Jules Gélibert et de Julie Arnaud. Son père achète une maison en face de l’hôtel de ville à Romans-sur-Isère et ouvre un café. Il développe son commerce avec beaucoup de liberté, ce qui lui crée quelques ennuis avec la police : « Le 28 février 1881 dernier, un procès-verbal fut dressé contre le nommé Gélibert pour avoir gardé des consommateurs après l'heure prescrite par les règlements. »
Marie-Louise Maury est élevée dans cette ambiance conviviale et apprend rapidement la fabrication à la main de la raviole.

### La mère Maury

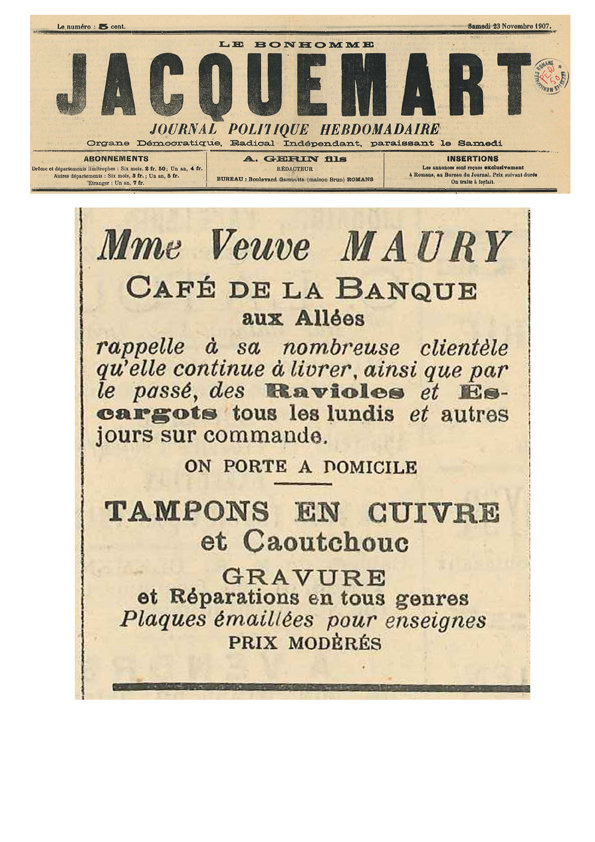
Réclame de la mère Maury en 1907.

En 1885, elle épouse Annet Maury, un restaurateur auvergnat venu s'installer à Romans-sur-Isère. L'activité du café se développe avec l'arrivée du 75e régiment d'infanterie à Romans-sur-Isère, en 1889, et la vie musicale autour du kiosque, inauguré en 1888 et situé devant l'établissement.
Après le décès de sa mère, puis de son père en 1894, Marie-Louise Maury hérite du café, qu’elle tient avec son mari et commence à proposer ses petites fabrications de ravioles aux clients. En 1901, la Banque de France est édifiée et Annet Maury profite de l’opportunité pour faire construire, à côté, Le Café de la Banque – Maury. Il meurt trois ans plus tard.
La mère Maury, femme énergique et avisée, se retrouve à la tête de l’établissement, qu’elle sait intelligemment promouvoir, notamment grâce à de la réclame dans la presse locale pour ses ravioles et escargots. Elle obtient une dérogation de la préfecture par arrêté préfectoral, en 1907, pour ouvrir son établissement une heure après les spectacles donnés par le théâtre de la ville se situant en face.
La mère Maury sera la première cuisinière à commercialiser des ravioles.